# Ídol de Pomos

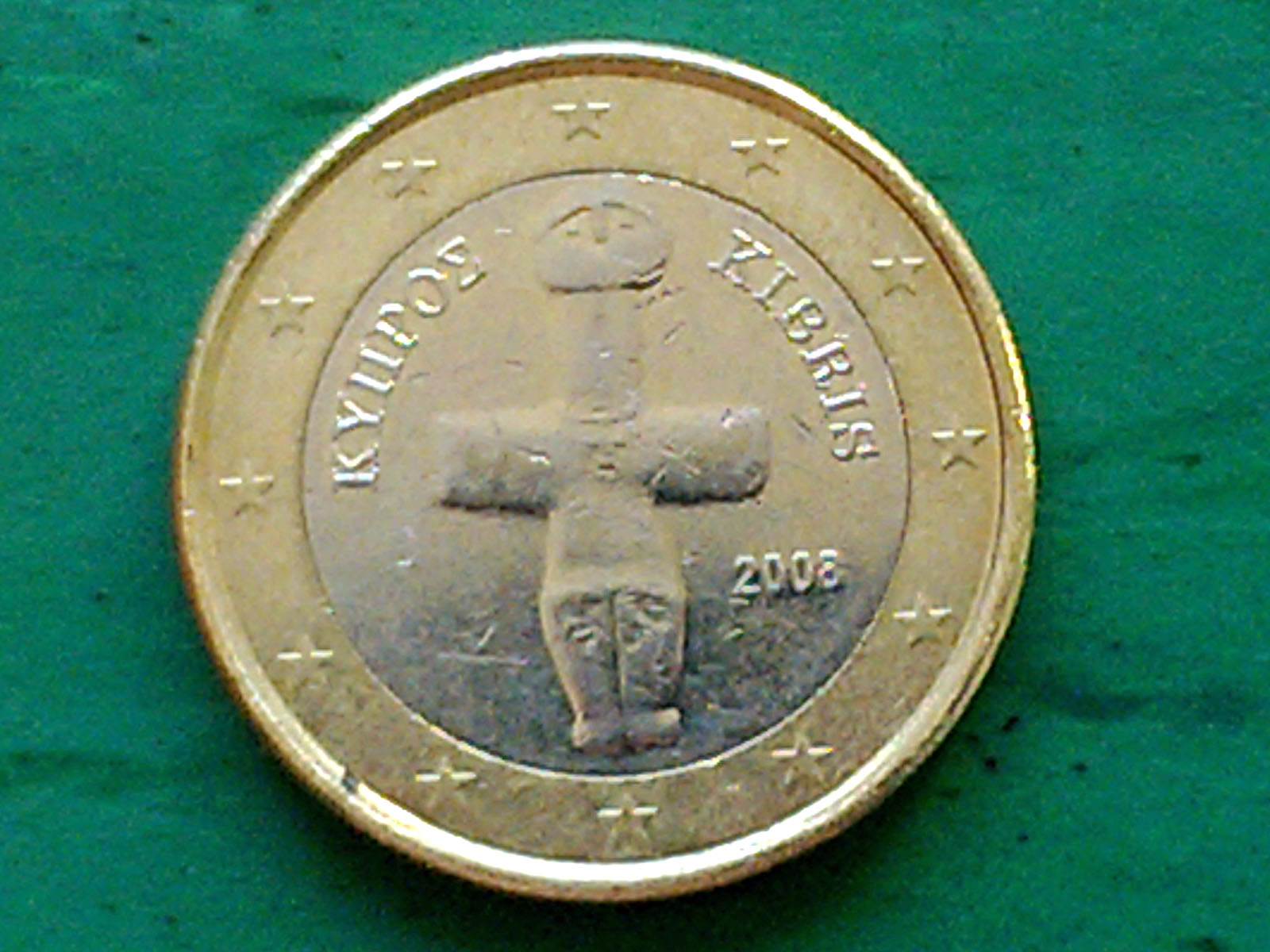
Ídol de Pomos en la moneda xipriota d'un euro

L'Ídol de Pomos, és una estatueta cruciforme datada del període calcolític xipriota (ca. 3000 ae). Es trobà a Pomos, un llogaret al districte de Pafos. Es conserva al Museu Arqueològic de Xipre, a Nicòsia.

## Simbolisme
L'escultura representa una dona amb els braços estesos. Probablement s'utilitzava com a símbol de fertilitat. S'han trobat moltes escultures semblants a l'illa de Xipre.

## Monedes d'euro
Quan l'1 de gener de 2008 Xipre introduí l'euro com a moneda d'ús corrent, el disseny triat per a les monedes d'1 € i 2 € incorporen un dibuix de l'Ídol de Pomos.